# نامه بانوان

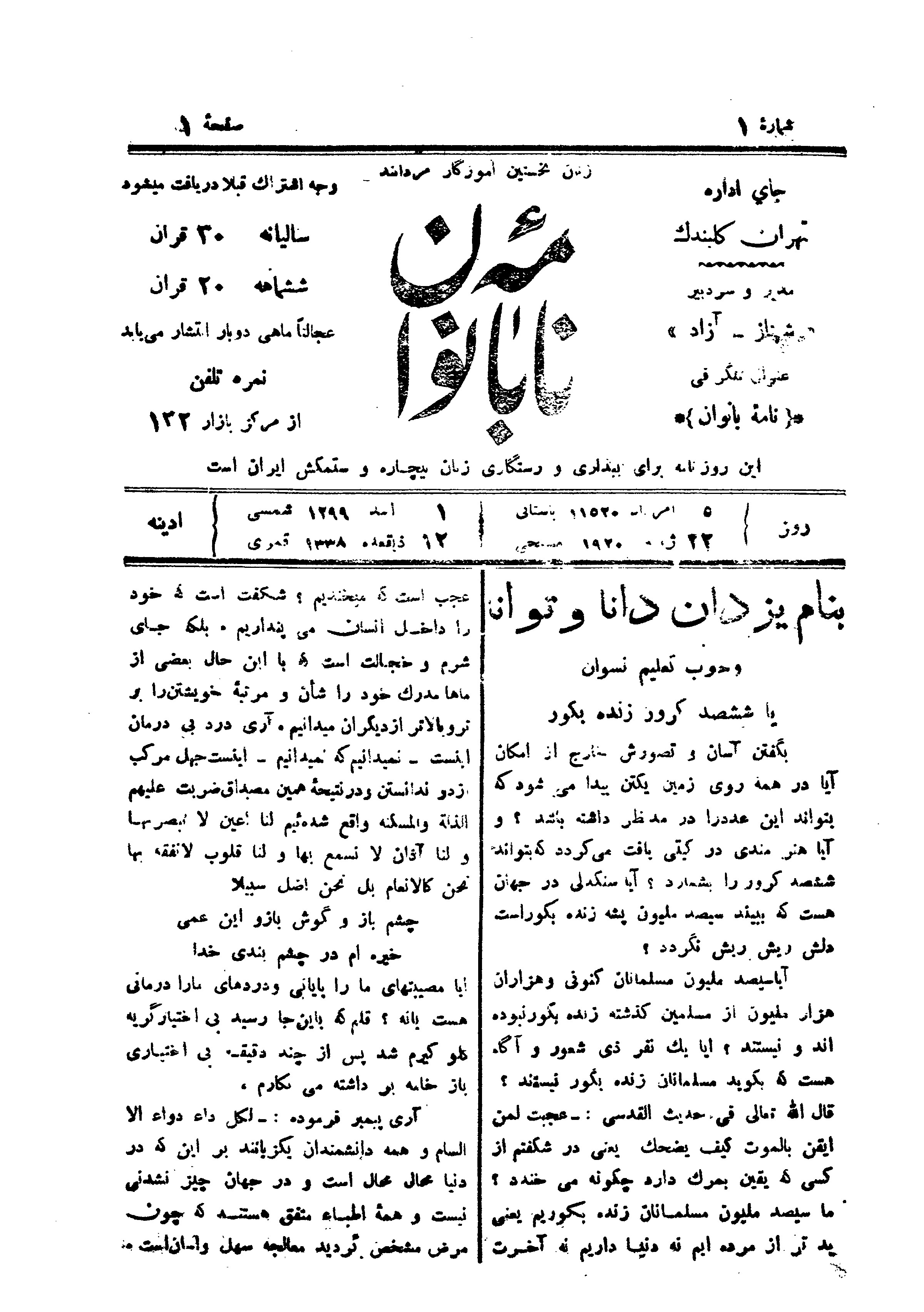
صفحهٔ اول از اولین شمارهٔ نامهٔ بانوان.

نامهٔ بانوان دوهفته‌نامه‌ای بود که از ۱ مرداد ۱۲۹۹ تا ۲۴ خرداد ۱۳۰۰ (مصادف با ۲۳ ژوئیهٔ ۱۹۲۰ تا ۱۴ ژوئن ۱۹۲۱) در تهران منتشر می‌شد. ناشر و سردبیر این نشریه، شهناز آزاد (دختر میرزا حسن رشدیه، بنیانگذار آموزش مدرن در ایران) بود.
هم شهناز آزاد و هم شوهرش ابوالقاسم آزاد مراغه‌ای که ناشر روزنامه‌هایی مانند آسایش، آزاد و نامهٔ پارسی بود، از پیشگامان طرفداری از آزادی زنان و به‌خصوص  کشف حجاب محسوب می‌شدند که به همین خاطر از سوی مقامات کشور مورد پیگرد قرار گرفتند. آنها همچنین انجمن بانوئیان ایران را تاسیس کردند. به نظر می‌رسد ابوالقاسم آزاد مراغه‌ای نقش مهمی در انتشار نامهٔ بانوان داشته است.
در قسمت بالای نام نشریه نامهٔ بانوان این شعار درج می‌شد که «زنان نخستین آموزگار مردانند» و پایین نام نشریه هم جملهٔ «این روزنامه برای بیداری و رستگاری زنان بیچاره و ستمکش ایران است» به چشم می‌خورد. مقالات این نشریه عمدتاً بر نیاز به آموزش زنان و ارتقای حقوق آنها تمرکز داشت اما مطالب حاوی اطلاعات آموزشی و فنی، اشعاری دربارهٔ وضع زنان، و بعضاً تکه‌هایی از اخبار داخلی و خارجی را نیز چاپ می‌کرد.
نامهٔ بانوان ۳ روز بعد از چاپ نخستین شماره‌اش توقیف شد زیرا نوشته بود «حجاب خرافه و موهومات و حصار سنت، جلوی دیدگان زنان و مردان را در این کشور سد کرده‌است». سپس با این شرط که در شمارهٔ بعدی بنویسد منظور از حجاب در این جمله، حجاب زنان نیست، اجازهٔ انتشار مجدد یافت. در دو شمارهٔ اول، شعر «کفن سیاه» از میرزاده عشقی و بحث‌های مجلس سوریه راجع به حق رای زنان و مبارزه با حجاب منتشر شده بود اما شهناز آزاد در شمارهٔ سوم مدعی شد که منظورش از «حجاب»، «حجاب خرافه و جهل» بوده‌است و نه چادر و روبنده. دانشوران این حرکت را «عقب‌نشینی» تاکتیکی می‌دانند.
در شمارهٔ ۳۳ نامهٔ زنان اعلام شد که این نشریه فقط مقالات نوشته‌شده توسط زنان را برای چاپ می‌پذیرد. مانند سایر نشریاتی که ابوالقاسم آزاد مراغه‌ای منتشر می‌کرد، نامهٔ بانوان هم از استفاده از کلمات عربی و ترکی اجتناب می‌کرد و طرفدار پاک‌سازی زبان فارسی از این عبارات خارجی بود. در اولین شمارهٔ این نشریه، ضمیمه‌ای یک‌صفحه‌ای منتشر شد که لغت‌نامه‌ای به نام فرهنگ آزاد  را معرفی می‌کرد و ابوالقاسم آزاد مدعی بود که او این فرهنگ را تدوین و جمع‌آوری کرده است.
گرایش‌های آزادی‌خواهانهٔ نامهٔ بانوان موردپسند مقامات کشور نبود و این نشریه پس از حدود یک سال انتشار توقیف شد و ابوالقاسم و شهناز آزاد نیز از تهران تبعید شدند.
نامه بانوان در مطبعهٔ کلیمیان در هشت صفحهٔ دو ستونه منشر می‌شد و حاوی عکس یا تصویرسازی نبود. نرخ اشتراک سالانهٔ نشریه سی قران بود. شماره‌های پراکندهٔ این نشریه در کتابخانهٔ مرکزی دانشگاه تهران موجود است.